# Friendship (Wisconsin)
Friendship ist eine Kommune (mit dem Status „Village“) und Verwaltungssitz des Adams County im US-amerikanischen Bundesstaat Wisconsin. Im Jahr 2010 hatte Friendship 725 Einwohner.

## Geografie
Friendship liegt im Zentrum Wisconsins am südwestlichen Ufer des Friendship Lake auf 43°58' nördlicher Breite und 89°49' westlicher Länge. Der Ort erstreckt sich über eine Fläche von 2,38 km².
Benachbarte Orte von Friendship sind Adams (an der südlichen Stadtgrenze), Dellwood (11,3 km westlich), Arkdale (11,7 km nordwestlich) und Coloma (29,7 km ostnordöstlich).
Die nächstgelegenen größeren Städte sind Green Bay am Michigansee (195 km ostnordöstlich), Wisconsins größte Stadt Milwaukee (235 km südöstlich), Wisconsins Hauptstadt Madison (128 km südsüdöstlich), Chicago in Illinois (349 km in der gleichen Richtung), Rockford in Illinois (230 km südlich), Rochester in Minnesota (249 km westlich), Eau Claire (190 km westnordwestlich) und die Twin Cities in Minnesota (337 km in der gleichen Richtung).

## Verkehr
Der State Trunk Highway 13 verläuft in Nord-Süd-Richtung als Hauptstraße durch Friendship. Alle weiteren Straßen sind untergeordnete Landstraßen, teils unbefestigte Fahrwege oder innerörtliche Verbindungsstraßen.
Mit dem Adams County Legion Field Airport liegt 2,2 km ostsüdöstlich ein kleiner Flugplatz. Die nächsten Regionalflughäfen sind der Central Wisconsin Airport in Wausau (103 km nördlich) und der Dane County Regional Airport in Madison (121 km südsüdöstlich).

## Bevölkerung
Nach der Volkszählung im Jahr 2010 lebten in Friendship 725 Menschen in 256 Haushalten. Die Bevölkerungsdichte betrug 304,6 Einwohner pro Quadratkilometer. In den 256 Haushalten lebten statistisch je 2,29 Personen. 
Ethnisch betrachtet setzte sich die Bevölkerung zusammen aus 95,0 Prozent Weißen, 1,9 Prozent Afroamerikanern, 0,1 Prozent (eine Person) amerikanischen Ureinwohnern, 0,6 Prozent Asiaten sowie 1,5 Prozent aus anderen ethnischen Gruppen; 0,8 Prozent stammten von zwei oder mehr Ethnien ab. Unabhängig von der ethnischen Zugehörigkeit waren 4,0 Prozent der Bevölkerung spanischer oder lateinamerikanischer Abstammung. 
18,5 Prozent der Bevölkerung waren unter 18 Jahre alt, 54,5 Prozent waren zwischen 18 und 64 und 27,0 Prozent waren 65 Jahre oder älter. 49,8 Prozent der Bevölkerung war weiblich.

Das mittlere jährliche Einkommen eines Haushalts lag bei 46.389 USD. Das Pro-Kopf-Einkommen betrug 17.805 USD. 23,4 Prozent der Einwohner lebten unterhalb der Armutsgrenze.